# A halál kultúrantropológiája
Minden korban a legfontosabb filozófiai kérdések egyike volt a halál mibenléte, amivel kapcsolatban számtalant szokás és viselkedési forma született az egyes civilizációkban. Számos temetkezési forma jött létre, ahol jelentősége volt annak, hogy az elhunyt milyen rítus szerint kapta meg a végtisztességet. A teljesség igénye nélkül próbálunk adni áttekintőt az embernek a halálhoz fűződő történelmi viszonyáról.

## A mezőgazdasági forradalom előtt

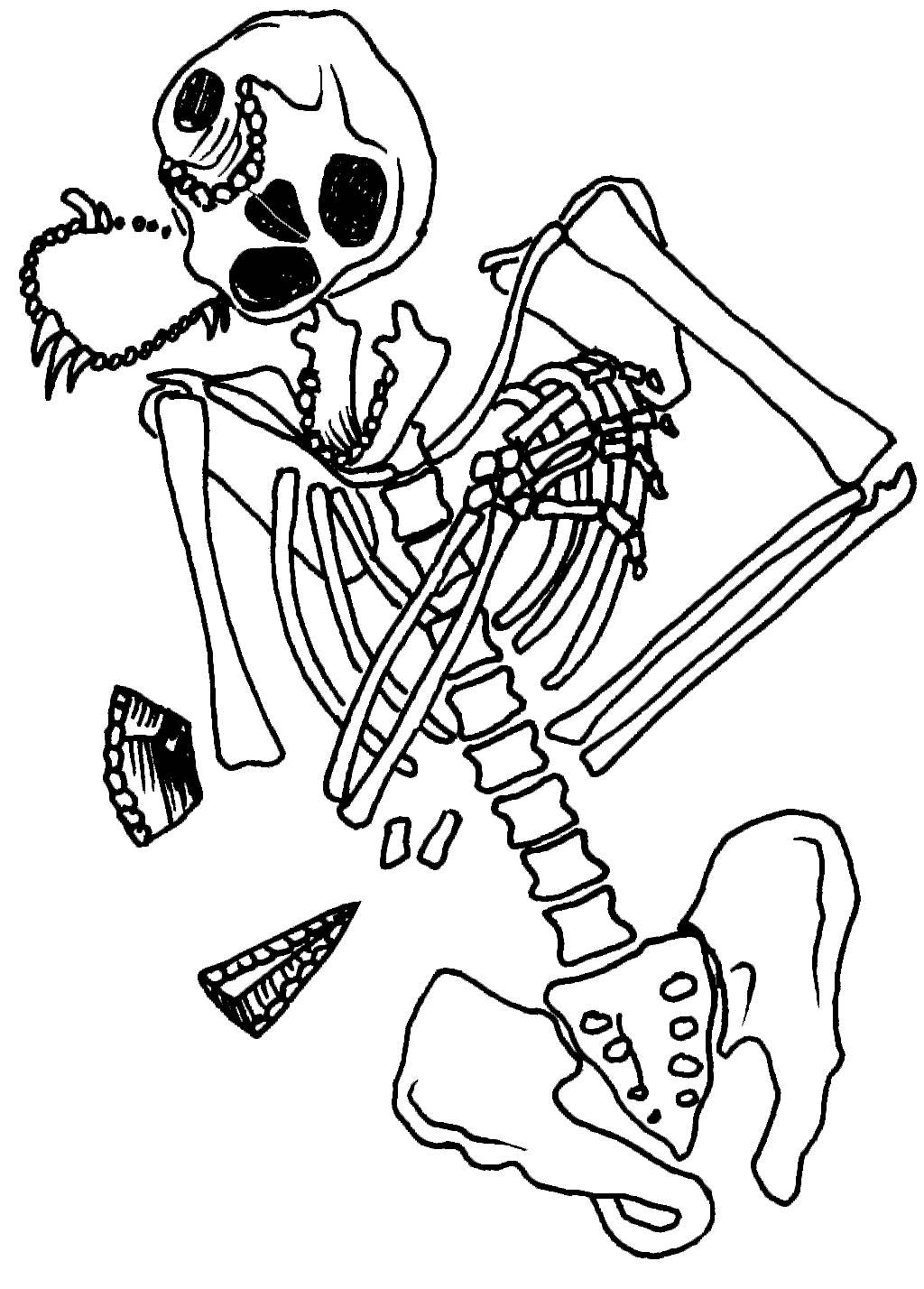
A Kebaránál (Izrael) eltemetett neandervölgyi férfi maradványairól készült rajz. A maradványok kora kb. 60 000 év

Egyes Homo erectus (előember) és Homo sapiens neanderthalensis (neandervölgyi ember) leleteken világosan láthatók a koponyalékelés vagy a test elfogyasztásának jelei (például a horvátországi Krapina lelőhelyen), amit összevetve a néprajzi ismereteinkkel, valószínű, hogy akár emberáldozat vagy szertartásos kannibalizmus nyomai is lehetnek. Egyes melanéziai és pápua új-guineai törzsek a XX. század közepéig végeztek ilyen szertartásokat. A törzsi népek, ahol ilyen kultusz létezett-azt vallották, hogy az elfogyasztott ellenség vagy állat szelleme a testükbe költözik, az ő erejüket gyarapítja. A szertartásos agyvelőfogyasztás az áldozat vagy a család elhunytjának szellemi erejét volt hivatott átörökíteni az utódokba. Valószínű, hogy az elő-és ősembereknek is voltak már ilyen fogalmaik. A neander-völgyi ősember egyes leletei, főként a Közel-Keletről (iraki Sanidar, ill. Európában La Ferrassie) egyértelműen azt mutatják, hogy halottaikat gondosan eltemették, virágfüzérrel fedték be az elhunytat és esetenként a sírt jelző kecske-, illetve kosszarvakat szúrtak a földbe. A mai ember 35 ezer évvel ezelőtt Európában már gyöngysorokkal, festékekel bekenve, gondosan temette el hozzátartozóit. Számos esetben találtak csontszobrokat, illetve mamutcsontból készített nyakláncokat a csontvázakon. 24 ezer évvel ezelőtt Szungirban egy öregember sapkájára mintegy két tucat átfúrt rókafogat fúrtak, karjaira 20 db elefántcsont karperecet vagy karkötőt helyeztek, s egy mellette fekvő halottal együtt mintegy 3500 mamutagyarból csiszolt gyöngy vette őket körül.

## Az ókori civilizációk

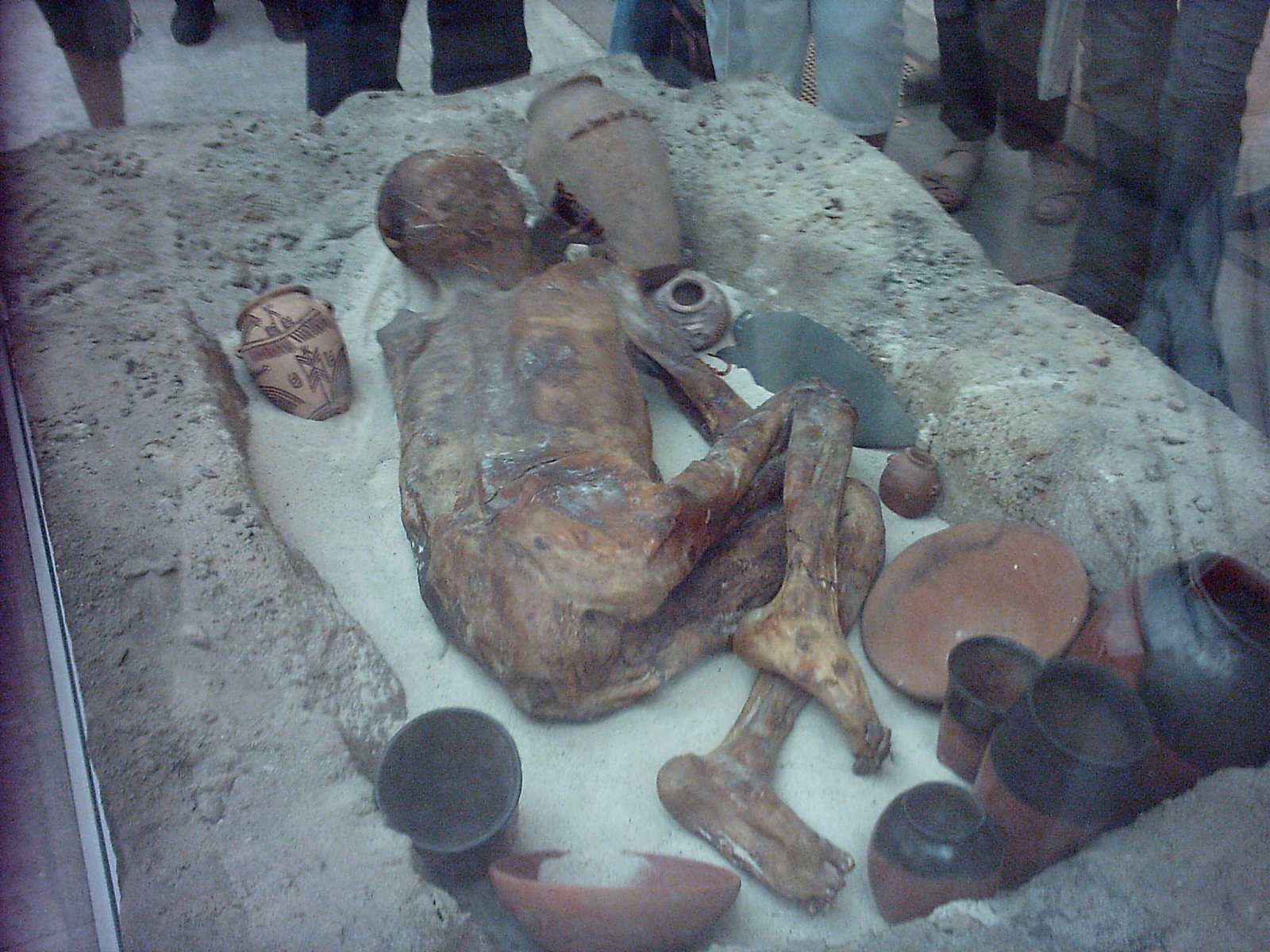
Természetes körülmények között mumifikálódott egyiptomi múmia (Naqada IIi. e. 3500-3200 között) British Museum, London

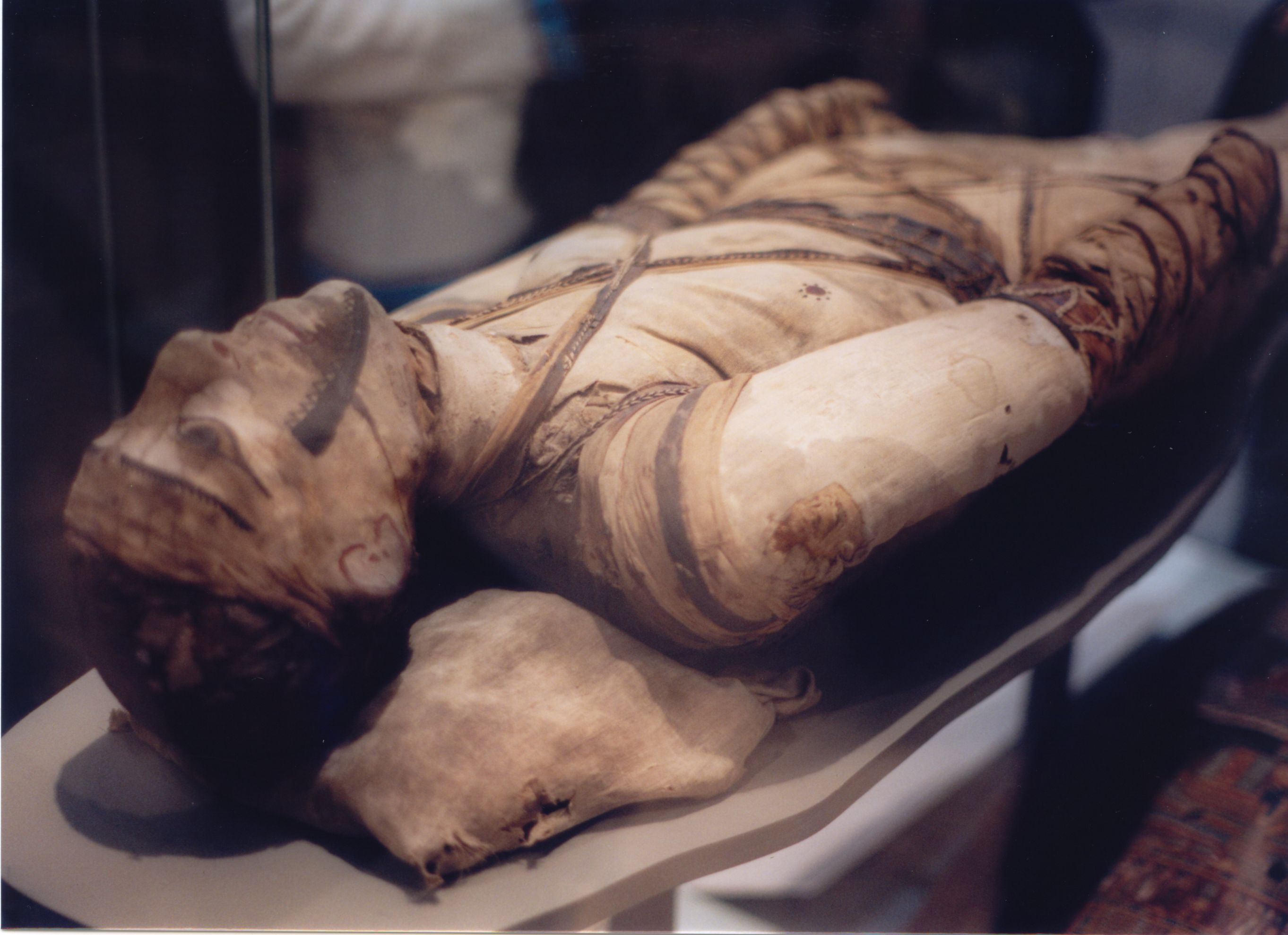
Balzsamozott egyiptomi múmia. British Museum, London

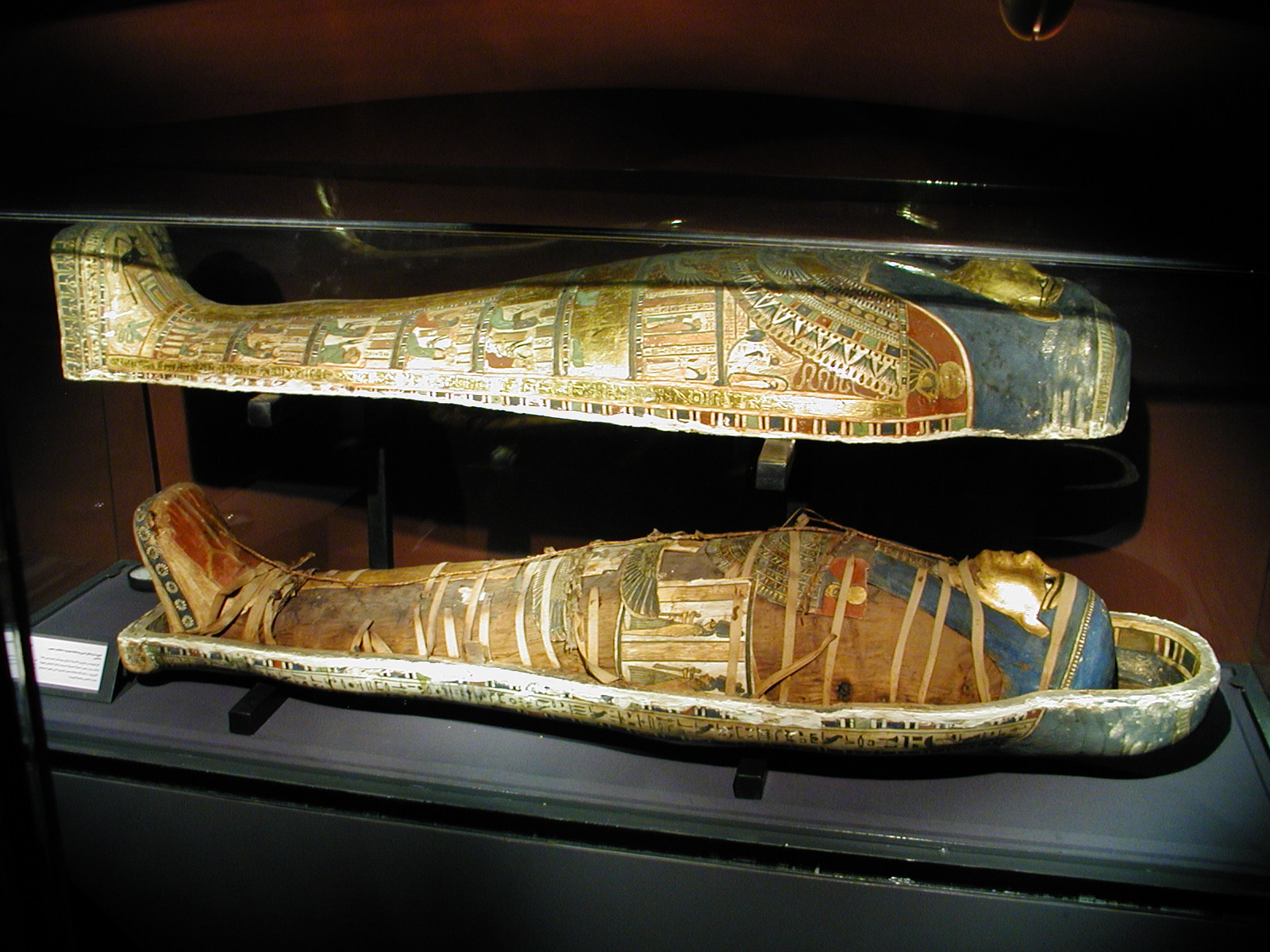
Egyiptomi szarkofág. Kései periódus

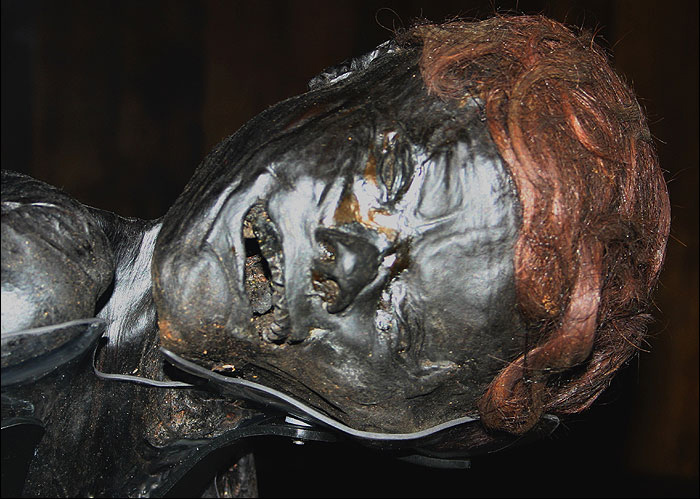
A 2000 éves Grauballei férfi teteme Dániából; egy láp talajában maradt fenn, emberáldozat gyanánt

9000 évvel ezelőtt, Catal Hüyük lakói halottaikat házuk padlója alá temették. A lecsupaszított koponyáknak Jerikóban mintegy újraalkották az arcát, szemüket kagylóberakással helyettesítették az agyag maszkba illesztve. 5000 évvel ezelőtt a sumérok nagy mennyiségű sírmelléklettel temették el halottaikat, az urakat szolgáik is elkísérték a túlvilágra, csakúgy, mint Szudán ősi lakói. Mezopotámia lakói embereket is áldoztak szertartásaik során. Úgy vélték, hogy a túlvilágon hasonló dolgokra lesz szüksége a halottnak, mint földi életében. A közel-keleti népek megőrizték őseik csontjait, és ünnepeikkor lejártak közéjük, étellel és itallal kínálták őket. Csata előtt kikérték véleményüket, és segítségükért fohászkodtak.
Az ókori egyiptomiak híresek halotti kultuszukról. Piramisaik, halhatatlan sírfestményeik, a mumifikálás tudománya és hitviláguk világhíressé tette őket. Az egyiptomi felfogás szerint a halott csak akkor lépheti át a túlvilág kapuját, ha romlandó testét megőrzi az öröklét számára. Egyiptomban egészen a római kor végéig mumifikálták a halottakat. A mumifikálás a jelek szerint már az i. e. 6. évezred során kialakult. Kezdetben a száraz, sivatagi éghajlaton természetes kiszáradás révén mumifikálódtak a halottak, amire felfigyeltek az emberek. Később kifejlesztették azokat az eljárásokat, amelyekkel a halott teste felismerhetően megőrizhető. A műveletet papok végezték. Első körben eltávolították a romlandó zsigereket, legfeljebb a szívet hagyták a helyén, mivel az emberi lélek központjának nem az agyat, hanem a szívet tartották. Az agyat orron keresztül, erre a célra kifejlesztett kaparókkal távolították el (az agyalapi miriggyel illetve a koponya bázis (basis cranii) térfoglaló folyamataival kapcsolatos sebészeti beavatkozásokat ma is hasonló behatolásból végzik). A zsigereket ún. kanópusz edényekbe gyűjtötték, amelyek felső, záró része valamely istenség képmását hordozta. Majd a halott testét különböző illóolajokkal (tömjén, mirtusz) és gyantákkal, valamint cédrusolajjal kezelték. Ezt követően a tetemet nátronnal, szódával fedték és megvárták, hogy a sók által víztartalmát a test elveszítse. Legvégül a kiszáradt testet újra kezelték elsősorban gyantát, ill. bitument tartalmazó impregnáló oldatokkal, amitől az légzáróvá és víztaszítóvá, valamint jobb állagúvá vált. A tényleges mumifikációs műveletet követően elvégezték az ún. szájmegnyitás szertartását. Majd több rétegben gyolcsba tekerték a múmiát és szarkofágba helyezték. Az egyiptomiak hite szerint a test halála után a léleknek megmérettetések sorozatán kell átesnie, ezért a halottak mellé esetenként olyan papirusztekercseket tettek, amik eligazítást voltak hivatottak nyújtani az elhunyt számára.
Lásd még: A halál utáni élet elképzelései az ókorban

## Középkor

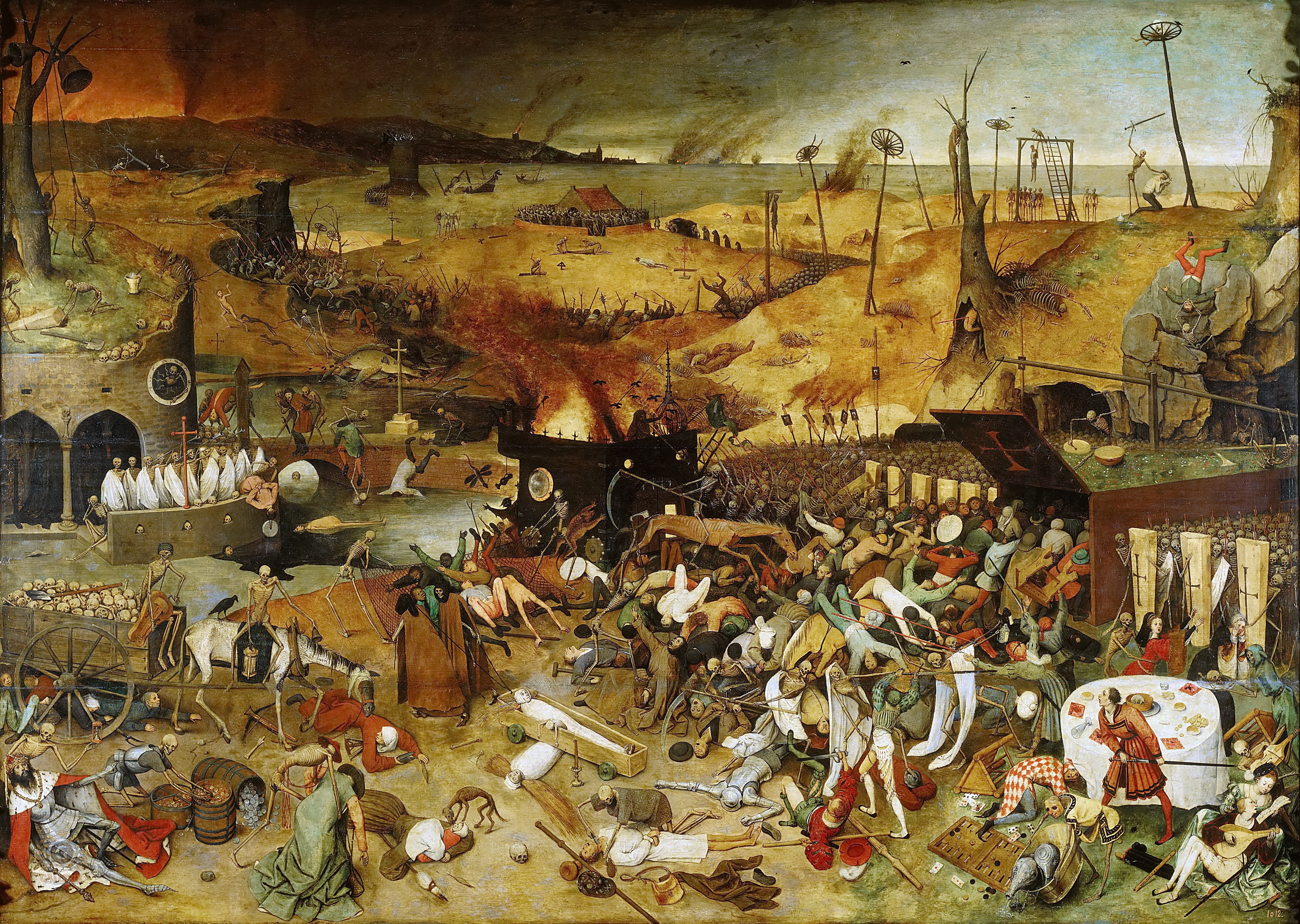
A halál diadala, Pieter Bruegel festménye (1562)

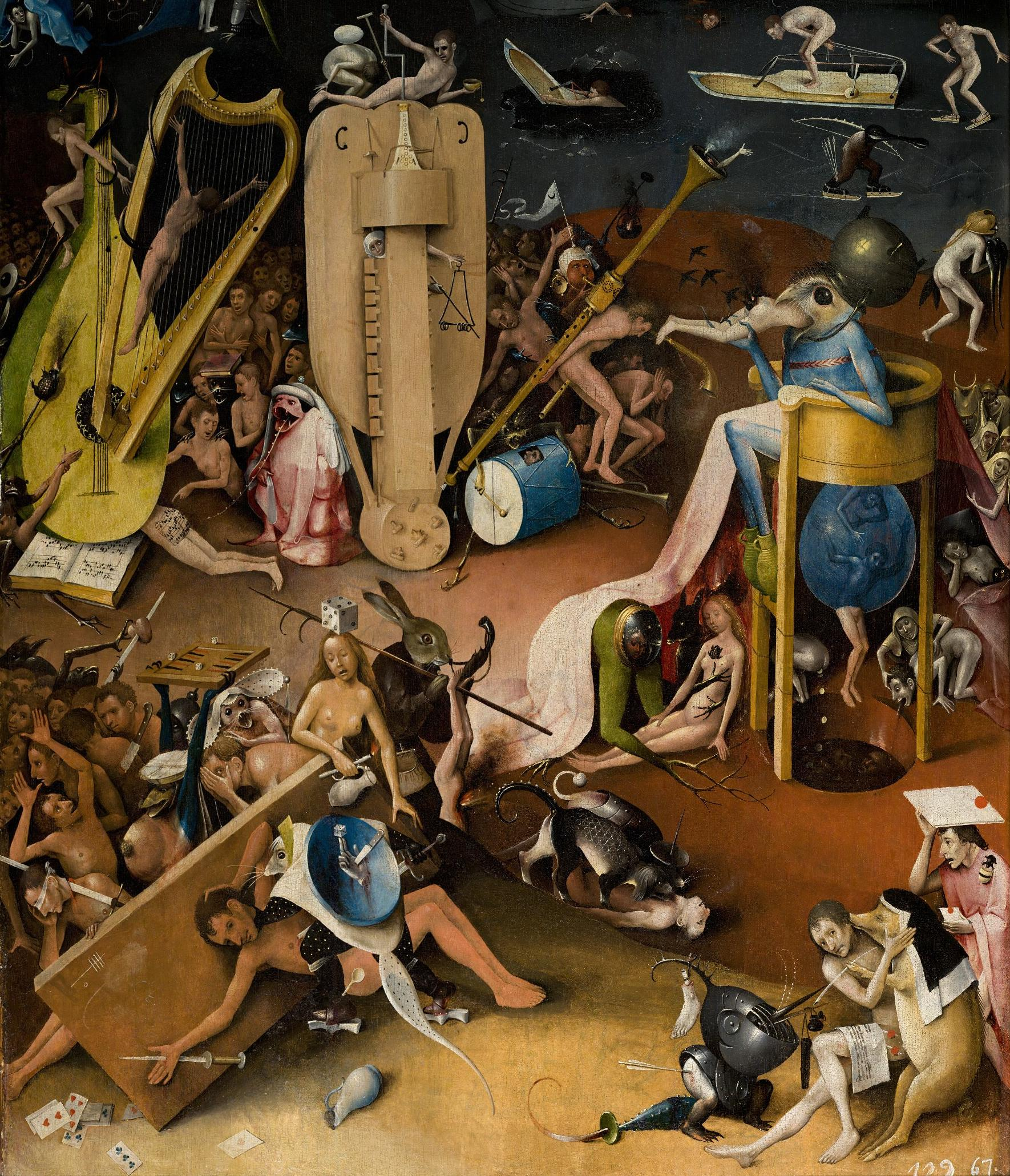
A pokol képe, ahogy azt Hyeronimus Bosch látta

A középkori ember számára a keresztény európában a halál mindennapi tapasztalat volt. Egyrészt a gyakori járványok, a háborúk, a magas csecsemőhalandóság, a máglyahalál, és a mai szemmel nézve rendkívül durva büntetések (például karóba húzás, kerékbe törés stb.) által minden napi részesévé avatta a halált az emberi létezésnek. Számos hiedelem élt vagy jelent meg új köntösben a keresztény hitvilággal vegyülve. A középkorban nem emeltek díszes sírboltokat, a katedrálisok, templomok azonban temetkezőhelyként szolgálhattak, elsősorban a tehetősebbek számára. A középkorban a nagy pestisjárványok következtében egyfajta „halálkultusz” is kialakult, aminek részei a táncoló csontvázakat élőkkel ábrázoló képek, vagy a Carmina Buranában is többször megfogalmazott elmúlás érzése, amit zeneileg Carl Orff műve ad a leghitelesebben vissza. A középkorban az emberek rendkívül esendőnek érezték magukat és kiszolgáltatottságukat jól kifejezi az életnek „siralomvölgyként” való aposztrofálása. Az embereknek a testről vallott felfogása legfeljebb a háziállatok levágása és egyes háborús tapasztalatok során szerzett megfigyelésen alapulhatott, a római katolikus egyház az ember boncolását tiltotta. Leonardo da Vinci úttörő munkássága nyomán kezdtek el foglalkozni a halott test tanulmányozásával, ami az első lépéseket jelentette a modern orvostudomány kialakulása felé.

## Jelenkor
Az emberi test működése és szervezetének egyre nagyobb fokú megismerése mellett a nyugati világ „elvilágiasodó”, materializálódó közvéleménye elfordult a halál szakrális aspektusától, és egyre inkább a biológiai test eseményének tekintette. Jelenleg, a hospitalizáció mostani fokán a halál és a születés egyaránt az orvostudományra hárított területei az emberi életnek (a nyugati világban főként). A másik jelentős változás az élők és holtak közötti, korábban éles választóvonal elmosódása és kiszélesedése a modern technika által létrehozott gépek korában. Mary Shelley Frankensteinje már nem tűnik sci-finek, mióta szervek transzplantációját rutinfeladatként végzik számos kórházban. Ilyen módon elhalásra ítélt szervek élnek tovább, és potenciálisan halott személyek maradhatnak életben még évekig. Másrészt megnyúlt a haldoklás, az agónia hossza, mivel a „modern” beavatkozások azt eredményezik, hogy a halálos betegek egy részének betegsége lassabban jut el a terminusig. Megkérdőjeleződött a halálnak mint biológiai fogalomnak is a határa, s ma már megkülönböztetik az agyhalált és a klinikai halált mint önálló fogalmakat. Olyan személyek teste is életben tartható (egy ideig), akiknek az idegrendszere már nem funkcionál. A halál egyes típusai, főként a cardiovascularis halálokok esetén, megfelelő és gyors reanimációval a halál visszafordítható lehet. Modern humanista törekvés a haldoklókkal való külön törődés, ami speciális intézményt feltételez, jelenleg a hospice-ok foglalkoznak ezzel a feladatkörrel.

## A halottal kapcsolatos kulturális szokások
A halottak eltemetésén kívül számos más szokás is kapcsolódik a halottakhoz.

### Kannibalizmus

Kannibalizmus Brazíliában A képet 1557-ben készítette Hans Staden. Bár nem vitás, hogy az amazóniai kultúrákban ismert volt e szokás, a rajz inkább európai felfogást tükröz

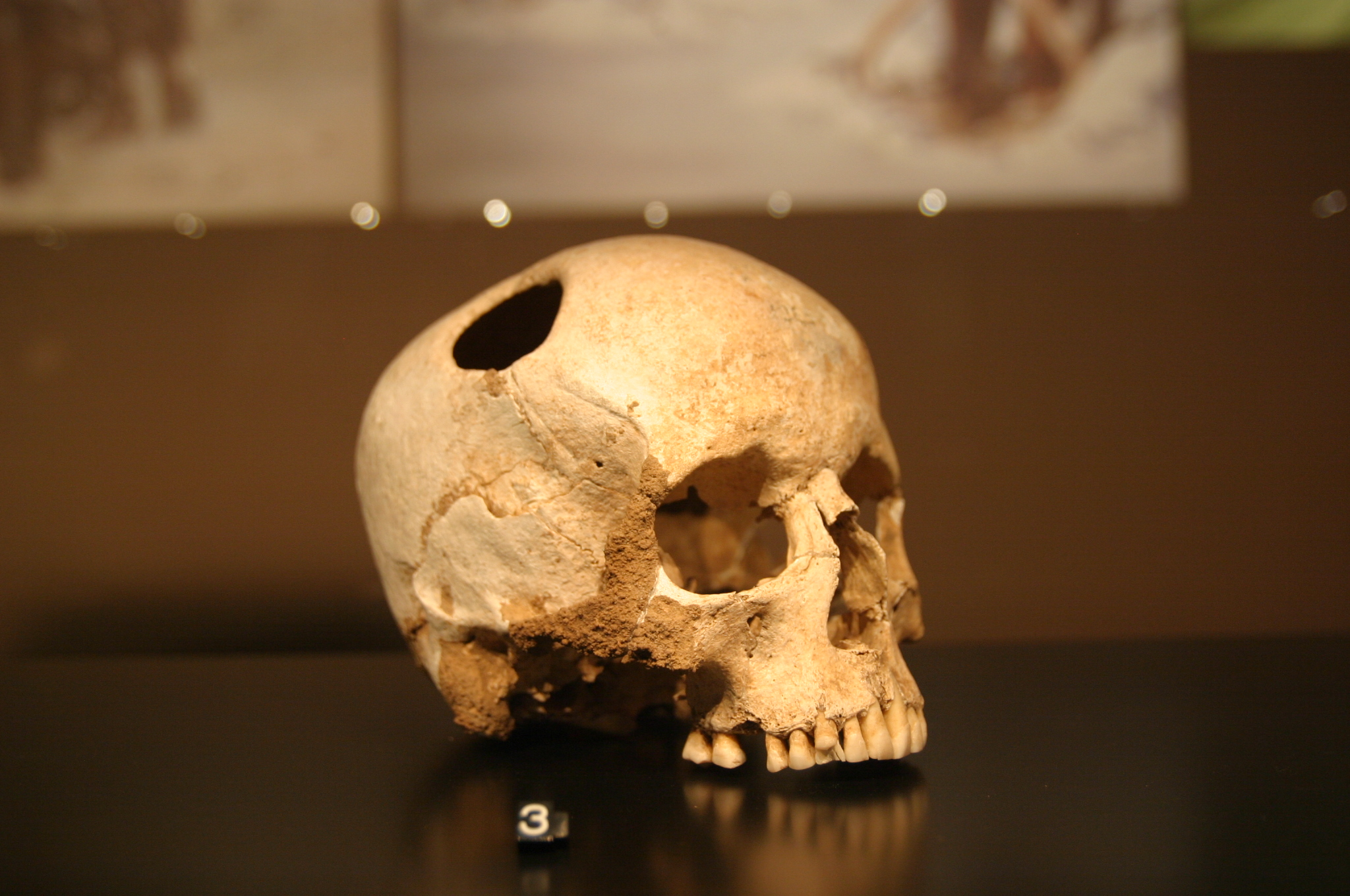
Vaskori trepanált koponya. A páciens túlélte a beavatkozást. A történelem során nem minden koponyalékelés volt ilyen békés szándékú, Indonéziában a halottak és a foglyok agyát sok törzs elfogyasztotta

A kannibalizmus szokása lehet, hogy megelőzte időben a temetését. Adatok vannak arra, hogy az előemberek (például Ngandong) és a neander-völgyiek (például Krapina) fogyasztottak embereket, esetenként koponyájukat is meglékelték

### Emberáldozat

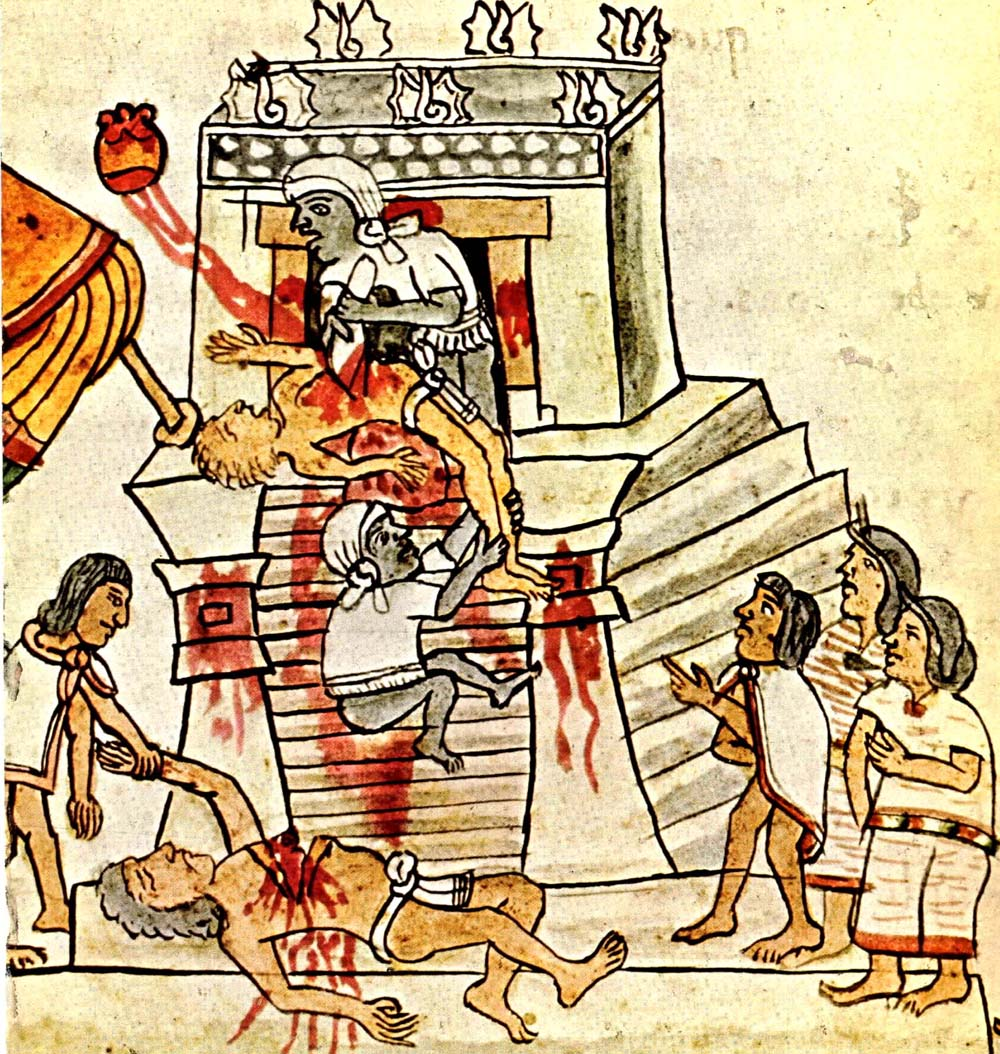
Emberáldozat a Magliabechiano-kódexben

Számos nép, így a kelták, a rómaiak, a görögök, az aztékok, a maják, polinéziai népek körében ismert volt az emberáldozás intézménye.

### Temetés

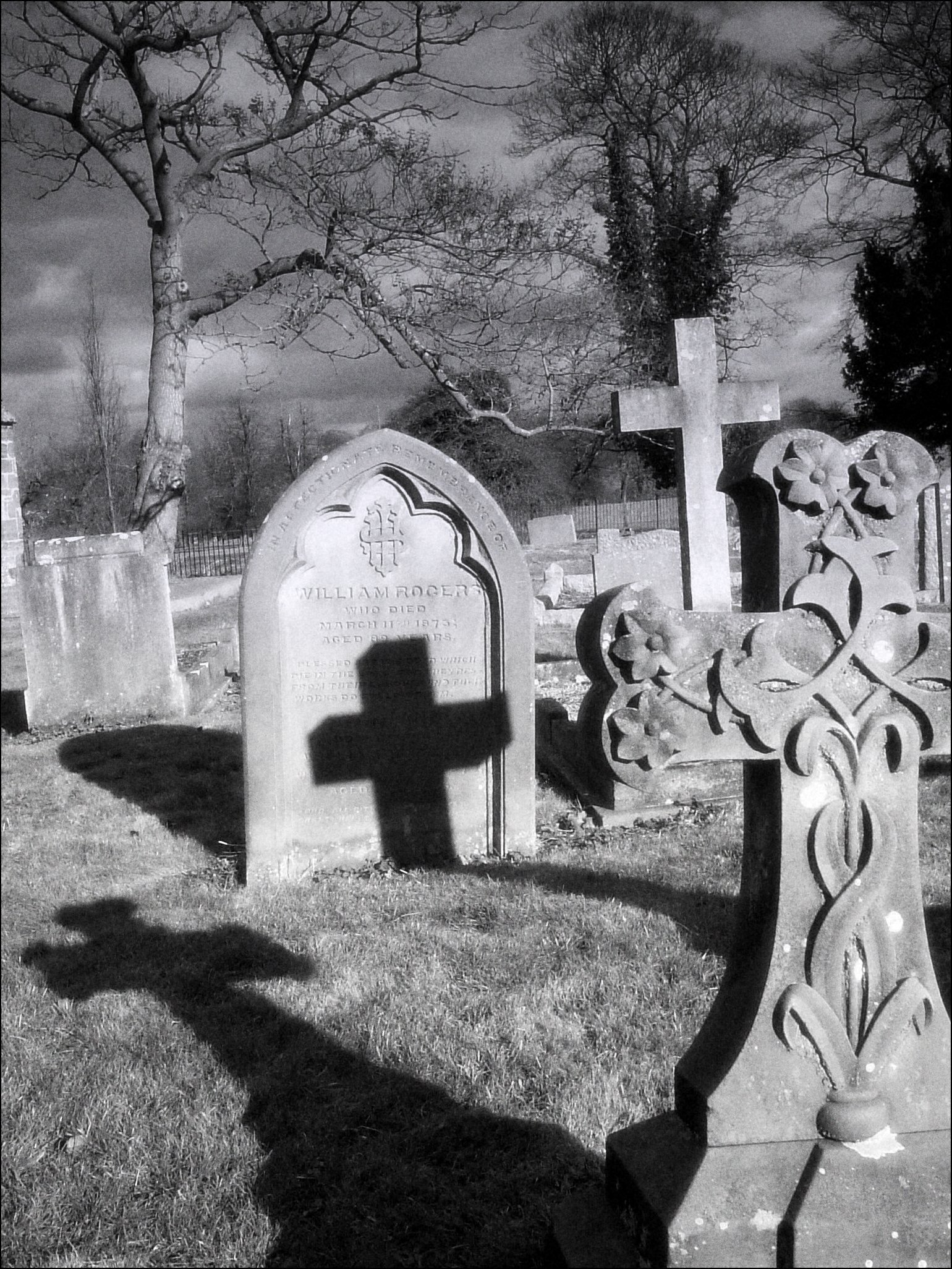
William Rogers sírköve, aki 1973. március 11-én halt meg

A halott testét teljes egészében koporsóban, vagy elhamvasztva urnában, föld alá temetik, vagy különböző módon szétszórják.